# Хеджес, Лукас
Лу́кас Хе́джес (англ. Lucas Hedges; род. 12 декабря 1996, Бруклин, Нью-Йорк, США) — американский актёр. Номинант на премии «Оскар» (2017) и «Золотой глобус» (2019).

## Ранние годы
Хеджес родился в Бруклин-Хайтс, Нью-Йорк, и был вторым ребёнком в семье писательницы и актрисы Сьюзан Брюс (урождённой Титман) и сценариста и режиссёра Питера Хеджеса. У него есть старший брат Саймон, работающий в сфере финансов. Он рос в Бруклин-Хайтс и Коббл-Хилл, часто посещая съёмочные площадки фильмов его отца. Его дедушка по отцовской линии, преподобный Роберт Бойден Хеджес, был епископальным священником. Его дедушка по материнской линии — бывший вице-президент нью-йоркского офиса компании «Home Box Office», а его бабушка по материнской линии, Нарцисса Титман, — бывший театральный режиссёр и лектор.
Хеджес окончил школу Святой Анны (англ. Saint Ann's School), а также изучал театральное искусство в Школе искусств Университета Северной Каролины.

## Карьера

### 2007—2015: Ранние роли
Будучи ребёнком, Хеджес дебютировал со второплановой ролью в фильме своего отца «Влюбиться в невесту брата» (2007), однако сцена с его репликой были вырезана из окончательной версии фильма. На сцене школьной постановки он был замечен кастинг-директором фильма Уэса Андерсона «Королевство полной луны» (2012), вскоре получив роль Редфорда. Позже Хеджес появился в таких фильмах, как «Артур Ньюман» (2013) Данте Ариола, «День труда» (2013) Джейсона Райтмана и «Теорема Зеро» (2013) Терри Гиллиама. В 2014 году отметился эпизодической ролью в фильме Уэса Андерсона «Отель „Гранд Будапешт“» (2015), а также исполнил небольшую роль в «Убить гонца» (2014) Майкл Куэсты. Хеджес появился на телевидении с ролью в мини-сериале NBC «Пощёчина», выходившего на экраны с февраля по апрель 2015.

### 2016 — настоящее время: Прорыв
В апреле 2015 года Хеджес присоединился к актёрскому составу фильма Кеннета Лонергана «Манчестер у моря» (2016). В нём он исполнил роль Патрика Чендлера, 16-летнего подростка, недавно потерявшего своего отца и оставленного на попечении дяди. Премьера фильма состоялась на кинофестивале «Сандэнс» в январе 2016 года, где Хеджес получил восторженные отзывы критиков и прессы. За исполнение роли он был отмечен несколькими номинациями на престижные кинопремии, включая «Независимый дух», «Премию Гильдии киноактёров США», а также «Оскар», тем самым став восьмым самым молодым номинантом в истории в своей категории.
31 января 2017 года Хеджес дебютировал на сцене с главной ролью в офф-Бродвейской пьесе «Иена». Постановка шла с 19 февраля по 4 марта в театре Люсиль Лортел. За исполнение своей роли он получил восторженные отзывы критиков и был номинирован на премию имени Люсиль Лортел в категории «Лучшая мужская роль в мюзикле», а также выиграл награду «Theatre World».
В 2017 году он исполнил второплановые роли в высоко оценёнными критиками режиссёрском дебюте Греты Гервиг «Леди Бёрд» и фильме «Три билборда на границе Эббинга, Миссури» Мартина Макдоны.
1 марта 2017 года было объявлено, что Хеджес исполнит главную роль в режиссёрском дебюте Джоны Хилла «Середина 90-х» совместно с коллегой по «Манчестеру у моря» Мишель Уильямс. Роль Уильямс позже была отдана Кэтрин Уотерстон. 8 июня 2017 года было объявлено, что Хеджес сыграет роль Гаррарда Конли в одноимённой экранизации его мемуаров «Исчезнувший мальчик». В октябре 2017 года Хеджес получил главную роль в фильме Ben is Back, режиссёром которого выступил его отец Питер Хеджес.
16 марта 2018 года было объявлено, что Хеджес сыграет главную роль в фильме «Милый мальчик» — байопике о жизни Шайи ЛаБафа. 11 апреля 2018 года было объявлено, что Хеджес исполнит роль в пьесе Кеннета Лонергана «Галерея Уэверли» совместно с Элейн Мей и Майклом Серой.

## Личная жизнь
Говоря о своей сексуальной ориентации, Хеджес сказал, что «[он] находится в спектре: не совсем гетеросексуал, но также не гей и необязательно бисексуал».

## Фильмография

### Кино
| Год  | Название на русском                      | Оригинальное название                     | Роль                    | Режиссёр          | Примечания             |
| ---- | ---------------------------------------- | ----------------------------------------- | ----------------------- | ----------------- | ---------------------- |
| 2007 | Влюбиться в невесту брата                | Dan in Real Life                          | партнёр Лилли по танцам | Питер Хеджес      |                        |
| 2012 | Королевство полной луны                  | Moonrise Kingdom                          | Редфорд                 | Уэс Андерсон      |                        |
| 2013 | Артур Ньюман, профессионал гольфа        | Arthur Newman                             | Кевин Эйвери            | Данте Ариола      |                        |
| 2013 | Теорема Зеро                             | The Zero Theorem                          | Боб                     | Терри Гиллиам     |                        |
| 2014 | День труда                               | Labor Day                                 | Ричард                  | Джейсон Райтман   |                        |
| 2014 | Убить гонца                              | Kill the Messenger                        | Йен Уэбб                | Майкл Куэста      |                        |
| 2014 | Отель «Гранд Будапешт»                   | The Grand Budapest Hotel                  | заправщик               | Уэс Андерсон      |                        |
| 2015 | Анестезия                                | Anesthesia                                | Грег                    | Тим Блейк Нельсон |                        |
| 2016 | Манчестер у моря                         | Manchester by the Sea                     | Патрик Чендлер          | Кеннет Лонерган   |                        |
| 2017 | Голубиные сердца                         | Pigeonhearts                              | Илай                    | Грант Конверсано  | Короткометражный фильм |
| 2017 | Леди Бёрд                                | Lady Bird                                 | Дэнни О'Нилл            | Грета Гервиг      |                        |
| 2017 | Три билборда на границе Эббинга, Миссури | Three Billboards Outside Ebbing, Missouri | Робби Хейс              | Мартин Макдонах   |                        |
| 2018 | Стёртая личность                         | Boy Erased                                | Джаред Эмонс            | Джоэл Эдгертон    |                        |
| 2018 | Вернуть Бена                             | Ben is Back                               | Бен Бёрнс               | Питер Хеджес      |                        |
| 2018 | Середина 90-х                            | Mid90s                                    | Йен                     | Джона Хилл        |                        |
| 2019 | Милый мальчик                            | Honey Boy                                 | Отис Лорт               | Альма Харель      |                        |
| 2019 | Волны                                    | Waves                                     | Люк                     | Трей Эдвард Шульц |                        |
| 2020 | Уйти не прощаясь                         | French Exit                               | Малкольм Прайс          | Азазель Джейкобс  |                        |
| 2020 | Пусть говорят                            | Let Them All Talk                         | Тайлер Хьюз             | Стивен Содерберг  |                        |
| 2023 | Ширли                                    | Shirley                                   |                         | Джон Ридли        |                        |

### Телевидение
| Год  | Название на русском | Оригинальное название | Роль                  | Примечания       |
| ---- | ------------------- | --------------------- | --------------------- | ---------------- |
| 2012 | Поправки            | The Corrections       | Чип Ламберт в юности  | Невышедший пилот |
| 2015 | Пощёчина            | The Slap              | Ричи Джоану (Коллинз) | 5 эпизодов       |

### Театр
| Год     | Название на русском | Оригинальное название | Роль       | Автор           | Площадка            | Примечания  |
| ------- | ------------------- | --------------------- | ---------- | --------------- | ------------------- | ----------- |
| 2017    | Йен                 | Yen                   | Хенч       | Анна Джордан    | Театр Люсиль Лортел | Офф-Бродвей |
| 2018–19 | Галерея Уэверли     | The Waverley Gallery  | Дэниел Рид | Кеннет Лонерган | Театр Джона Голдена | Бродвей     |

## Награды и номинации
| Награда                             | Год  | Категория                                      | Работа                                   | Результат |
| ----------------------------------- | ---- | ---------------------------------------------- | ---------------------------------------- | --------- |
| Оскар                               | 2017 | Лучшая мужская роль второго плана              | Манчестер у моря                         | Номинация |
| BAFTA                               | 2017 | Восходящая звезда                              | N/A                                      | Номинация |
| Золотой глобус                      | 2019 | Лучшая мужская роль — драма                    | Стёртая личность                         | Номинация |
| Премия Гильдии киноактёров США      | 2017 | Лучший актёрский состав в игровом кино         | Манчестер у моря                         | Номинация |
| Премия Гильдии киноактёров США      | 2017 | Лучшая мужская роль второго плана              | Манчестер у моря                         | Номинация |
| Премия Гильдии киноактёров США      | 2018 | Лучший актёрский состав в игровом кино         | Леди Бёрд                                | Номинация |
| Премия Гильдии киноактёров США      | 2018 | Лучший актёрский состав в игровом кино         | Три билборда на границе Эббинга, Миссури | Победа    |
| Выбор критиков                      | 2017 | Лучший актёрский состав в игровом кино         | Манчестер у моря                         | Номинация |
| Выбор критиков                      | 2017 | Лучший молодой актёр                           | Манчестер у моря                         | Победа    |
| Выбор критиков                      | 2017 | Лучшая мужская роль второго плана              | Манчестер у моря                         | Номинация |
| Спутник                             | 2017 | Лучшая мужская роль второго плана в кинофильме | Манчестер у моря                         | Номинация |
| Спутник                             | 2019 | Лучшая мужская роль в кинофильме               | Стертая личность                         | Номинация |
| Премия «AACTA»                      | 2017 | Лучшая мужская роль второго плана              | Манчестер у моря                         | Номинация |
| Премия «AACTA»                      | 2018 | Лучшая мужская роль                            | Стертая личность                         | Номинация |
| Независимый дух                     | 2017 | Лучшая мужская роль второго плана              | Манчестер у моря                         | Номинация |
| Национальный совет кинокритиков США | 2017 | Актёрский прорыв                               | Манчестер у моря                         | Победа    |